# Diadysis
Diadysis là một chi bọ cánh cứng trong họ 
Elateridae.
Chi này được miêu tả khoa học năm 1882 bởi Candèze.

## Các loài
Chi này có các loài:
- Diadysis morsi Candèze, 1882